# Launay Saturné
Launay Saturné (ur. 14 stycznia 1964 w Delatte) – haitański duchowny rzymskokatolicki, w latach 2010-2018 biskup Jacmel, od 2018 arcybiskup Cap-Haïtien.

## Życiorys
Święcenia kapłańskie przyjął 10 marca 1991 i został inkardynowany do archidiecezji Port-au-Prince. Po święceniach pracował jako wikariusz parafialny i dyrektor propedeutycznej części archidiecezjalnego seminarium z siedzibą w Jacquet. W latach 1998–2003 studiował w Rzymie, zaś po powrocie do kraju został wykładowcą seminarium w Port-au-Prince. Od 2005 był także sekretarzem krajowej komisji ds. duszpasterstwa młodzieży.
28 kwietnia 2010 został mianowany biskupem Jacmel. Sakry biskupiej udzielił mu 29 maja tegoż roku abp Bernardito Auza.
W 2017 został wybrany przewodniczącym haitańskiej Konferencji Episkopatu.
16 lipca 2018 otrzymał nominację na arcybiskupa Cap-Haïtien, zaś 23 września 2018 kanonicznie objął urząd.